# Абрамсон, Ларри
Ларри Абрамсон (род. 1954) — израильский художник.

## Биография
Ларри Абрамсон родился в 1954 году в Южной Африке. В 1961 году его семья эмигрировала в Израиль и поселилась в Иерусалиме. В 1970 году он был одним из тех, кто подписал «Письмо от двенадцатиклассников» (Shministim), старшеклассников отказавшихся служить в армии, оккупировавшей Газу. В 1973 году Абрамсон изучал искусство в лондонском колледже искусств и дизайна Челси. После возвращения в Израиль он занял должность печатника и куратора выставок на Jerusalem Print Workshop, где он проработал с 1975 по 1986 год.
Его первая персональная выставка прошла в 1975 году. В своих работах в 80-е годы он рассматривал разнообразные символы модернистского европейского искусства (особенно «Чёрный квадрат» Казимира Малевича), который он использовал создавая динамические формы в сочетании с примитивизмом и фигуративистским стилем рисования.
В течение 1993 и 1994 годов Абрамсон создал серию работ «Тшува» («Tshuva»), которая была представлена в галерее кибуца. Серия включала 38 пейзажей (масло на холсте), 38 оттисков этих рисованных пейзажей на бумаге и натюрморты, растения для которых были собраны на полях кибуца.
Эта серия работ связана с развалинами древнего еврейского поселения возле кибуца Цуба, местом, которое было зарисовано десятилетием раньше художником Иосифом Зарицким под названием «Тshuva». В то время как Зарицкий в своих работах показывал ровное пространство на месте арабских руин, Абрамсон изображал всё реалистично. Изображая развалины арабской деревни, он в сущности критиковал израильскую точку зрения, заключающуюся в том, чтобы очистить присоединённые территории от арабского наследия.
В 1984 году Абрамсон возглавил преподавательский состав факультета искусства Академии искусств «Бецалель» в Иерусалиме. В 1992 году он получил назначение на должность руководителя факультета искусства и главой программы Бецалеля для молодых художников.
На 2002—2003 учебный год он был приглашён Сан-Франциским институтом искусств, где в качестве гостя читал лекции, и одновременно он начал процесс создания отделения искусств в Шенкарском институте инженерии и дизайна в Рамат-Гане в Израиле.
В мае 2002 года Абрамсон публикует в журнале «Студия» (Studio magazine) статью озаглавленную «Мы все Феликс Нуссбаум» («We’re all Felix Nussbaum»), в которой он поднимает проблему природы создания исторических картин в эпоху пост-Холокоста.
В 2004 году Абрамсон учреждает выставку работ под названием «Кучи» («Piles»), которые включали рисунки углём груд обломков строений, которые были похожи на развалины изображённые на картинах и рисунках еврейско-немецкого художника Феликса Нусбаума Оснабрюк, Германия и в Хаим Атар музее искусства в кибуце Эйн-Харод (Ein Harod) в Изреельской долине (Jezreel Valley).
В 2007 году Абрамсон представил выставку своих картин в галерее Гордона (The Gordon Gallery) в Тель-Авиве. А в 2010 году обширная ретроспективная выставка его работ была проведена в Тель-Авивском музее искусств.

## Образование
- 1973—1974 Челси Колледж искусства и дизайна, Лондон

## Карьера
- С 1984 преподаёт в Академии искусств «Бецалель», Иерусалим.
- С 1992 заведующий художественным отделом в академии «Бецалель»
- 2000 лектор в San Francisco Art Institute

## Награды и Призы
- 1979 The Beatrice S. Kolliner Award for a Young Israeli Artist, Israel Museum, Jerusalem
- 1988 America Israel Cultural Foundation
- 1991 Zak Ohana Prize, Tel Aviv Museum of Art
- 1993 Sharet Award for Culture and Art, Ministry of Science, Culture and Sport
- 1998 The Minister of Education, Culture Prize, Ministry of Culture and Education